# Konradyn (imię)
Konradyn – alternatywna forma imienia Konrad.
Konradyn imieniny obchodzi: 1 listopada i 12 listopada.